# Miguel de Távora

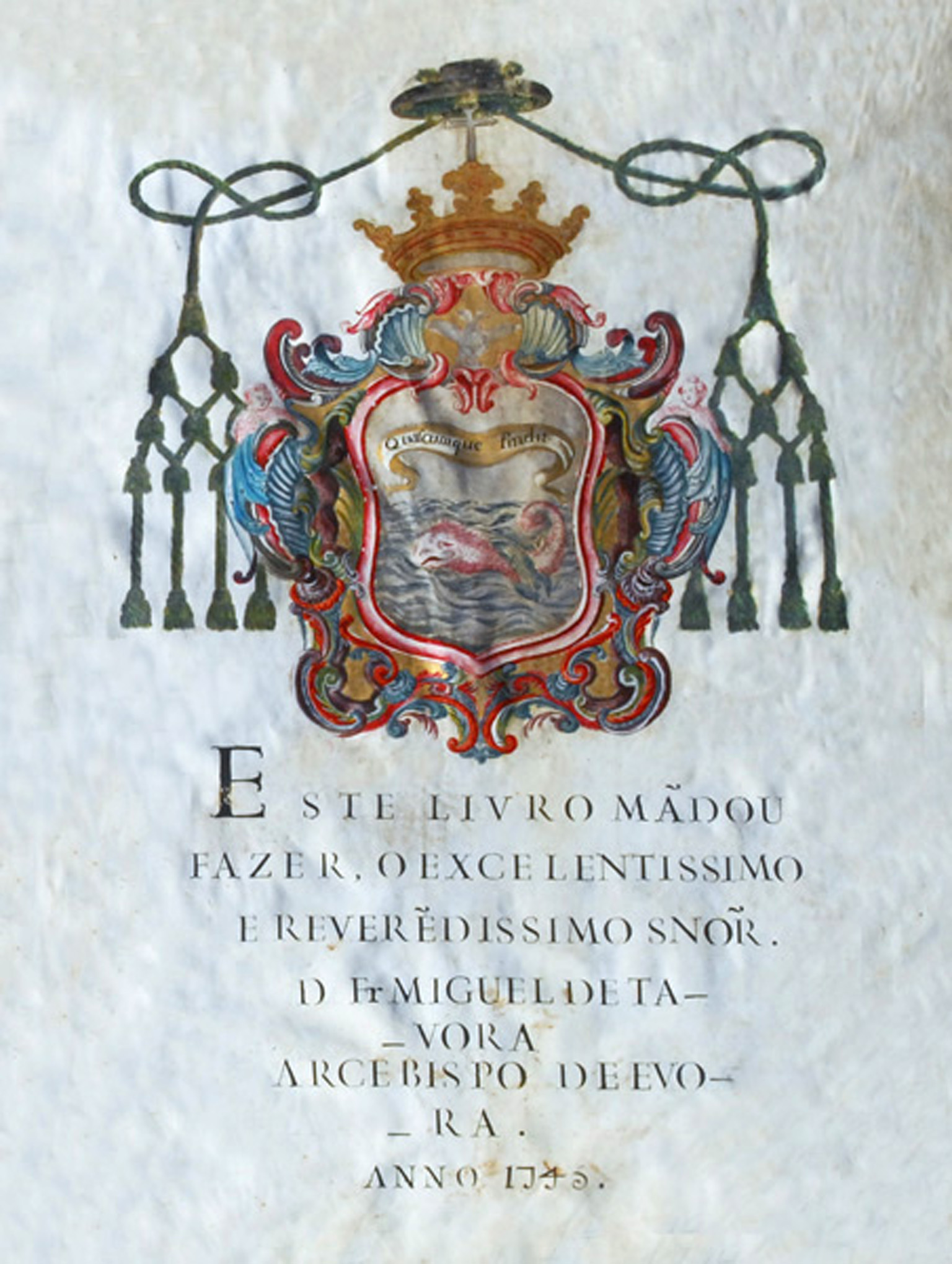
Brasão arquiepiscopal de D. Frei Miguel de Távora, 1745

Miguel de Távora ou Miguel de Sousa (9 de Novembro de 1683 - 26 de Setembro de 1759), da família Távora, foi um frade agostiniano português que ascendeu a provincial das mesma ordem e a arcebispo de Évora.

## Biografia
Era filho de António Luís de Távora, 2.º Marquês de Távora e de D. Leonor Teresa Rosa de Mendonça, filha do 1.º Marquês de Arronches.
Professou o Instituto Eremítico de Santo Agostinho, no convento da Graça, em Lisboa, a 11 de Novembro de 1699. 
Estudou na Universidade de Coimbra, onde tirou a borla doirada em teologia, passando a dar aulas de vésperas, e foi convidado para ser o reitor do colégio da sua ordem.
Em 1741 foi nomeado para o importante Arcebispado de Évora, onde veio a enfrentar vários problemas, tais como a disciplina do seu clero, que ele atribuiu ao longo período em que a Arquidiocese estivera vaga, antes da sua nomeação.
Efectuou visitas pastorais  a todo o arcebispado, visitando pessoalmente todas as igrejas paroquiais (algumas não eram visitadas há mais de vinte anos). Foi também um Arcebispo atento à pobreza, especialmente à pobreza envergonhada, aplicando no combate a ela grande parte dos rendimentos da Mitra.
Para além destes problemas, teve ainda que enfrentar os problemas políticos originados pela perseguição do Marquês de Pombal à família Távora. Profundamente desgostado com o sucedido à sua família, no chamado Processo dos Távoras, o Arcebispo foi obrigado a mudar o seu apelido para Sousa. Ao morrer, em meados de 1759, consumido pelos problemas e desgostos, foi sepultado no Convento da Graça de Évora, tendo o seu túmulo o seguinte epitáfio: Pai dos pobres e exemplar de Prelados.